# Psihologija barv
Psihologija barv je veda (študija), ki se ukvarja z vplivom barv na ljudi in njihovo obnašanje.
Na človekovo dojemanje okolja močno vplivajo barve. So eden najpomembnejših dejavnikov vizualne komunikacije. Na podlagi njih si ustvarimo interpretacije in mnenja. Te nas lahko nad določeno temo, projektom ali izdelkom navdušijo ali nas od njega odbijajo. Vsaka barva oz. barvna kombinacija ima svojo sporočilnost in vzbuja v človeku različne čustvene reakcije. Te so odvisne od izkušenj osebe in njenega mišljenja, različne za vsakega posameznika.

## Psihološki vpliv posamezne barve
- Rdeča je zelo močna barva, simbolizira življenje, ljubezen, vitalnost, agresijo in nevarnost. Je najbolj agresivna barva, ki spodbuja intelektualne dejavnosti, metabolizem, napad in delo. Spodbuja asociacije kot so: stop, revolucija, nevarnost, praznik, ogenj in kri.

- Oranžna je mešanica rumene in rdeče, ki spodbudno deluje na možgane in vliva pogum. Simbolizira veselje, zrelost in rast, trajnost, zvezo. Oranžna barva osvobaja in sprošča čustva ter odpravlja samopomilovanje in pomanjkanje samospoštovanja. Asociira nas na sonce, ogenj, sadje.

- Rumena je prav tako kot rdeča močna in opazna barva.  Je edina barva, ki bode v oči, mednarodno uveljavljena barva, ki simbolizira nevarnost. Rumena je barva zlata in sonca, zato je simbol večnosti. Prav tako je simbol za zavist, napuh, sovraštvo in izdajalstvo. Izraža optimizem in samozavest, lahko pa brezobzirnost in zoprno vsiljivost.

- Zelena je pomirjujoča in osvežujoča, povezujemo jo z naravo. Simbolizira mir, svežino, rast in prebujanje. Povezujemo jo z varnostjo, pravičnostjo, nezrelostjo in počitkom. Njen vpliv je pomirjajoč, daje vtis morale  in lojalnosti.

- Modra je pomirjujoča barva, ki jo povezujemo z naravo, morjem, gorami. Zbuja občutke neskončnosti, globine, strmenja  k nečemu višjemu. Asociira nas na hladnost in vdanost, simbolizira odprtost, inteligenco in upanje. Projicira zbranost in ponotranjenost in s tem nasprotuje in ovira rumeno barvo.

- Vijolična sodi med temnejše barve, je mešanica modre in rdeče. V nas vzbuja pomirjenost, skromnost, potrtost, preprostost. Povezujemo jo z močjo, premoženjem, oblastjo, kozmetiko in cvetjem. Simbolizira zmernost, obvladovanje, poslušnost in pokornost.

- Rjava predstavlja nekaj otipljivega, stabilnega, odganja negotovost. Simbolizira materinstvo, materialnost, ugodje in varnost. Je močna in zaščitniška barva, ki na organizem deluje pomirjujoče.

- Črna v nas spodbudi asociacije na ostrost, zaprtost, okultno, včasih mračnost ali prestiž.

- Bela simbolizira mir in tišino, nov začetek, brezmadežnost, resnico, nedolžnost. Asociira nas na sneg, angela, zimo in mraz. Za razliko od črne, za katero velja odsotnost vseh barv, bela združuje vse barve barvnega spektra. Preveč te barve deluje hladno, daje občutek osamljenosti.

## Praktična uporaba vpliva barv na ljudi
Čeprav so barve zgolj sekundarne lastnosti snovi, jih s pridom izkoriščamo. Vodilne panoge, v katerih so barve zelo pomemben dejavnik, so  oglaševanje, trgovina, tekstilna industrija, arhitektura in notranji dizajn, umetnost itd.

### Vpliv barv na uporabnost in obiskanost spletnih strani
Na uporabnost spletne strani vpliva več elementov,predvsem praktičnost. Če stran uporabnikom postane domača in prijazna za uporabo, jo bodo uporabljali, če ne, jo bodo pozabili in označili za nezanimivo. 
Na spletnih straneh je najpomembnejša vsebina, saj uporabnik v slabi minuti oceni stran, ki mu mora podati zadostno količino pomembnih podatkov in ne trati njegovega časa z nepotrebnimi informacijami. Zato je pomembno, da so projekti oz. podjetja na spletni strani jasno predstavljeni. Potencialni uporabniki spletne strani oz. stranke (v primeru, da svoje storitve oglašujejo podjetja) niso potrpežljivi in če iskane informacije na spletni strani ne najdejo dovolj hitro, jo zapustijo in iščejo drugje. Prav zaradi tega je pomembno, da pri oblikovanju spletne strani uporabljamo barve, ki simbolizirajo podjetje, projekt ipd. ter  uporabniku vzbujajo občutke verodostojnosti, delavnosti, zaupanja. Dokazano je, da povprečni uporabnik v približno 27 sekundah oceni spletno stran za uporabno ali neuporabno. Pomembno je, da je informacija dosegljiva, točna, natančna, ažurna in pomembna. 
Spletna stran mora biti estetsko in uporabno oblikovana, možnosti za neprimerne vsebinske, barvne in slikovne kombinacije so velike. Namen spletne strani je prepričati potrošnika oz. uporabnika, da je spletna stran oz. zastopan izdelek ali projekt to, kar potrebuje. Za doseganje tega si je najbolje pomagati s kompozicijo in barvnimi kombinacijami, upoštevati pa je treba tudi, kakšen psihološki vpliv imajo barve oz. kakšne občutke nam vzbujajo.

#### Barve spletnih strani
Barve oz. barvne kombinacije spletne strani so načeloma skladne z logotipom in občutki, ki bi jih podjetje rado vzbudilo v uporabnikih strani oz. v potrošnikih. Na spletni strani naj ne bi bilo uporabljenih preveč barv, raziskave kažejo, da je najbolje uporabiti kombinacijo, ki obsega do štiri barve, sicer lahko stran daje vtis prenasičenosti. Pomembno je, da je kombinacija nevsiljiva in estetska. Izbrana barvna kombinacija je temelj, na podlagi katerega je pripravljena barvna paleta spletne strani. Najbolj intenzivne barve je priporočeno postaviti na sredino strani, saj se uporabniki tam zadržujejo največ časa.  Ker si uporabniki, kot že prej omenjeno, hitro ustvarijo mnenje o spletni strani in jo še hitreje zapustijo, je pomembno, da jih z barvami, slikami in spodbujenimi asociacijami čim bolj pritegnemo. 
Za branje so najboljše kombinacije temnega besedila na svetli podlagi, veliko pa je odvisno tudi od tega, kaj želimo, da uporabniki preberejo in na kaj naj se ne osredotočajo. Veliko spletnih strani išče razpoznavnost - zato je nujno, da so elementi hitro prepoznavni ter da si jih uporabnik čim bolj zapomni. Upoštevati je potrebno estetsko velikost in obliko besedila, uporabo barv, slik, skratka celotno vizualno podobo.